# 中国铁路 (期刊)
《中国铁路》创刊于1962年，是中国大陆工程科技类月刊，编辑部位于北京市。此刊物由中国铁道科学研究院科学技术信息研究所主办。
《中国铁路》在2018年被中华人民共和国国家新闻出版广电总局新闻报刊司评为2017年全国“百强报刊”。